# Heliophanus malus
Heliophanus malus este o specie de păianjeni din genul Heliophanus, familia Salticidae, descrisă de 1986. Conform Catalogue of Life specia Heliophanus malus nu are subspecii cunoscute.